# DJ 샤넬
DJ 샤넬은 대한민국의 DJ다.

## 방송
- 생방송 볼륨업 차차차 (2010) - 보조MC
- HEADLINER (2015) - Top10

## 공연
- 더 파이널 카운트다운 2013 (2012)
- 지산 월드 락 페스티벌 (2013)
- 헤드라이너 페스티벌 (2015)